# Међупланетарни простор
Међупланетарни простор је појам у астрономији који се односи на регион између планета у Сунчевом систему. Овај простор није потпуно празан, али је веома сличан Вакууму. Веома је разређен, али у њему ипак има водоника (H), хелијума (He), радијације, неутрина, космичке прашине, космичких зрака, метеорита, јонизованих атомских језгара и субатомских честица. Овај простор има своју температуру и густину (отприлике један атом по кубном метру).
Граница где престаје међупланетарни простор је иста као и граница где Сунце више не делује својом силом, флуксом и магнетним пољем. Ова граница зове се хелиопауза. Ту почиње утицај галактичког простора. Када су 1995. откривене прве екстрасоларне планете, претпоставило се да и друге звезде исто имају свој међупланетарни простор. Ова претпоставка опште је прихваћена. О саставу међупланетарног простора научници сазнају путем спектроскопије у микроталасном делу спектра.

## Соларни ветар
Међупланетарни простор одликује соларни ветар са Сунца, односно наелектрисане честице које Сунце шаље милионима километара у свемир. Густина соларног ветра је око 5 до 10 протона по кубном центиметру који имају брзину од 350 до 400 километара у секунди. Соларни ветар је заслужан за облик магнетосфера Сунца и других планета (облик сузе). Магнетно поље планете може да "зароби" честице цоларног ветра, и тако се стварају појасеви наелектрисаних честица, као што је Ван Аленов појас. Планетама које немају магнетно поље, соларни ветар расејава атмосферу. А пошто без атмосфере нема ни живота, може се закључити да само планете са сопственим магнетним пољем имају могућност живота на њима.